# Vittorio De Sica
Vittorio De Sica (Sora, 7 de julho de 1901 — Paris, 13 de novembro de 1974) foi um dos mais importantes diretores e atores do cinema italiano.
Como ator estreou em 1932, no filme Dois Corações Felizes. Como diretor sua estreia foi em 1939, com o filme Rosas Escarlates. Em 42 anos de carreira recebeu quatro prêmios Oscar de melhor filme estrangeiro: em 1948 por Vítimas da Tormenta, em 1950 por Ladrões de Bicicletas, em 1965 por Ontem, Hoje e Amanhã, e em 1972 por O Jardim dos Finzi-Contini.
É considerado o precursor do neorrealismo italiano e seu último filme foi A Viagem, com Richard Burton e Sophia Loren, e que estreou dias depois de sua morte, em Paris.
Como ator seus maiores sucessos foram Pão, Amor e Fantasia, Meu Filho Nero, Adeus às Armas, De Crápula a Herói, Um Italiano na América e Coisas da Cosa Nostra.
Já como diretor, além dos filmes com os quais ganhou o Oscar de melhor filme estrangeiro, Vittorio De Sica também se destacou pela direção de Milagre em Milão, de 1951; Umberto D., de 1952; O Ouro de Nápoles, de 1954; Duas mulheres, de 1960; Matrimônio à Italiana, de 1964; e Os Girassóis da Rússia, de 1970.
Vittorio De Sica tinha prazer em trabalhar com atores como Marcello Mastroianni e Sophia Loren, seus amigos particulares, e os dirigiu em Ontem, Hoje e Amanhã, Matrimônio à Italiana e Os Girassóis da Rússia.
Sua sepultura está localizada no cemitério Campo di Verano, Roma.

## Filmografia

### Como realizador
| Ano  | Título original                                    | Título no Brasil                | Título em Portugal           |
| 1940 | Rose scarlatte                                     | Rose scarlatte                  |                              |
| 1940 | Maddalena, zero in condotta                        | Madalena, Zero em Comportamento |                              |
| 1941 | Teresa Venerdi                                     | Teresa Venerdi                  |                              |
| 1942 | Un garibaldino al convento                         | Un Garibaldino al Convento      |                              |
| 1944 | I bambini ci guardano                              | A Culpa dos Pais                | The Children Are Watching Us |
| 1945 | La porta del cielo                                 | A Porta do Céu                  |                              |
| 1946 | Sciuscià                                           | Vítimas da Tormenta             |                              |
| 1948 | Cuore                                              |                                 |                              |
| 1948 | Ladri di biciclette                                | Ladrões de Bicicleta            | Ladrões de Bicicletas        |
| 1951 | Miracolo a Milano                                  | Milagre em Milão                | O Milagre de Milão           |
| 1952 | Umberto D.                                         | Umberto D                       |                              |
| 1953 | Stazione Termini                                   | Quando a Mulher Erra            |                              |
| 1954 | L'oro di Napoli                                    | O Ouro de Nápoles               |                              |
| 1956 | Il tetto                                           | O Teto                          | Tecto                        |
| 1958 | Anna di Brooklyn                                   | Anna di Brooklyn                |                              |
| 1960 | La ciociara                                        | Duas mulheres                   | Duas mulheres                |
| 1961 | Il giudizio universale                             | O Juízo Universal               |                              |
| 1962 | Boccaccio 70 (episódio La riffa)                   | Boccacio 70                     | Boccaccio' 70                |
| 1962 | I sequestrati di Altona                            | O Condenado de Altona           |                              |
| 1963 | Il boom                                            | Il Boon                         |                              |
| 1963 | Ieri, oggi, domani                                 | Ontem, Hoje e Amanhã            | Ontem, Hoje e Amanhã         |
| 1964 | Matrimonio all'italiana                            | Matrimônio à Italiana           | Casamento à Italiana         |
| 1966 | Un monde noveau                                    | O Mundo Jovem                   |                              |
| 1966 | Caccia alla volpe                                  | O Fino da Vigarice              | A Raposa Dourada             |
| 1967 | Le streghe (episódio Una sera come le altre)       |                                 |                              |
| 1967 | Woman Times Seven                                  | Sete Vezes Mulher               |                              |
| 1968 | Amanti                                             | Um Lugar Para os Amantes        |                              |
| 1970 | I girasoli                                         | Os Girassóis da Rússia          |                              |
| 1970 | Il giardino dei Finzi-Contini                      | O Jardim dos Finzi-Contini      | O Jardim Onde Vivemos        |
| 1970 | Le coppie (episódio Il leone)                      | Os Casais                       |                              |
| 1971 | Dal referendum alla costituzione: Il 2 giugno (TV) |                                 |                              |
| 1971 | I cavalieri di Malta (TV)                          |                                 |                              |
| 1972 | Lo chiarememo Andrea                               | Até Que o Divórcio Nos Separe   |                              |
| 1973 | Una breve vacanza                                  | Amargo despertar                |                              |
| 1974 | Il viaggio                                         | Viagem Proibida                 |                              |

### Como ator
- 1917 - Il processo Clémenceau
- 1927 - La bellezza del mondo
- 1928 - La compagnia dei matti
- 1932 - Due cuori felici
- 1932 - Gli uomini, che mascalzoni!
- 1932 - La vecchia signora
- 1933 - La segretaria per tutti
- 1933 - Un cattivo soggetto
- 1933 - Das Lied der Sonne
- 1933 - Paprika
- 1933 - Passa l'amore
- 1934 - La canzone del sole
- 1934 - Lisetta
- 1934 - Il signore desidera?
- 1934 - Tempo massimo
- 1935 - Amo te sola
- 1936 - Darò un milione
- 1936 - Non ti conosco più
- 1936 - Ma non è una cosa seria
- 1936 - Lohengrin
- 1936 - L'uomo che sorride
- 1937 - Il signor Max
- 1937 - Questi ragazzi
- 1938 - Le due madri
- 1938 - Partire
- 1938 - Napoli d'altri tempi
- 1938 - La mazurka di papà
- 1938 - Il trionfo dell'amore
- 1938 - L'orologio a cucù
- 1938 - Hanno rapito un uomo
- 1939 - Ai vostri ordini, signora
- 1939 - Castelli in aria
- 1939 - I grandi magazzini
- 1939 - Finisce sempre così
- 1940 - Manon Lescaut
- 1940 - Pazza di gioia
- 1940 - Rose scarlatte
- 1940 - La peccatrice
- 1940 - Maddalena, zero in condotta
- 1941 - L'avventuriera del piano di sopra
- 1941 - Teresa Venerdì
- 1942 - Se io fossi onesto
- 1942 - Un garibaldino al convento
- 1942 - La guardia del corpo
- 1943 - Non sono superstizioso... ma!
- 1943 - I nostri sogni
- 1945 - Nessuno torna indietro
- 1945 - L'ippocampo
- 1945 - Vivere ancora
- 1945 - Lo sbaglio di essere vivo
- 1946 - Lo sconosciuto di San Marino
- 1946 - Il mondo vuole così
- 1946 - Roma città libera
- 1946 - Abbasso la ricchezza!
- 1947 - Sperduti nel buio
- 1948 - Natale al campo 119
- 1948 - Cuore
- 1950 - Domani è troppo tardi
- 1951 - Cameriera bella presenza offresi...
- 1952 - Buongiorno, elefante!
- 1952 - Altri tempi
- 1953 - Madame de...
- 1953 - Villa Borghese
- 1953 - Pane, amore e fantasia
- 1954 - Gran varietà
- 1954 - Cento anni d'amore
- 1954 - Il matrimonio
- 1954 - Tempi nostri
- 1954 - Secrets d'alcôve
- 1954 - Vergine moderna
- 1954 - L'allegro squadrone
- 1954 - L'oro di Napoli
- 1954 - Pane, amore e gelosia
- 1954 - Peccato che sia una canaglia
- 1955 - Il segno di Venere
- 1955 - Gli ultimi cinque minuti
- 1955 - La bella mugnaia
- 1955 - Racconti romani
- 1955 - Pane, amore e...
- 1956 - Noi siamo le colonne
- 1956 - Tempo di villeggiatura
- 1956 - I giorni più belli
- 1956 - Mio figlio Nerone
- 1956 - Il bigamo
- 1957 - Il medico e lo stregone
- 1957 - Padri e figli
- 1957 - I colpevoli
- 1957 - Souvenir d'Italie
- 1957 - Montecarlo
- 1957 - Casino de Paris
- 1957 - La donna che venne dal mare
- 1957 - Il conte Max
- 1957 - A Farewell to Arms
- 1957 - Vacanze a Ischia
- 1957 - Totò, Vittorio e la dottoressa
- 1958 - Ballerina e Buon Dio
- 1958 - Domenica è sempre domenica
- 1958 - Amore e chiacchiere (Salviamo il panorama)
- 1958 - Anna di Brooklyn
- 1958 - Pezzo, capopezzo e capitano
- 1958 - Gli zitelloni
- 1958 - La ragazza di piazza San Pietro
- 1959 - Uomini e nobiluomini
- 1959 - Il nemico di mia moglie
- 1959 - Il moralista
- 1959 - Nel blu dipinto di blu
- 1959 - Il mondo dei miracoli
- 1959 - La prima notte
- 1959 - Pan, amor y... Andalucía
- 1959 - Policarpo, ufficiale di scrittura
- 1959 - Vacanze d'inverno
- 1959 - Il generale della Rovere
- 1959 - Ferdinando I. re di Napoli
- 1960 - Gastone
- 1960 - Il vigile
- 1960 - The Angel Wore Red
- 1960 - Austerlitz
- 1960 - It Started in Naples
- 1960 - Le tre eccetera del colonnello
- 1960 - The Millionairess
- 1960 - Un amore a Roma
- 1961 - Gli incensurati
- 1961 - L'onorata società
- 1961 - Gli attendenti
- 1961 - La Fayette
- 1961 - Vive Henri IV... vive l'amour!
- 1961 - Il giudizio universale
- 1961 - Le meraviglie di Aladino
- 1961 - I due marescialli
- 1962 - Le pillole di Ercole
- 1962 - Eva
- 1964 - Fontana di Trevi
- 1965 - The Amorous Adventures of Moll Flanders
- 1966 - Io, io, io... e gli altri
- 1967 - Gli altri, gli altri e noi
- 1967 - Un italiano in America
- 1968 - The Biggest Bundle of Them All
- 1968 - Caroline chérie
- 1968 - The Shoes of the Fisherman
- 1969 - If It's Tuesday, This Must Be Belgium
- 1969 - 12 + 1 (ou Douze et un)
- 1971 - Cose di Cosa Nostra
- 1971 - Io non vedo, tu non parli, lui non sente
- 1971 - Trastevere
- 1971 - Siamo tutti in libertà provvisoria
- 1972 - Ettore lo fusto
- 1972 - Snow Job
- 1972 - L'odeur des fauves
- 1973 - Il delitto Matteotti
- 1974 - Viaggia, ragazza, viaggia, hai la musica nelle vene
- 1974 - L'eroe (TV)
- 1974 - Dracula cerca sangue di vergine... e morì di sete!!!
- 1974 - Storia de fratelli e de cortelli

## Principais prémios e indicações
- Recebeu uma nomeção ao melhor actor secundário, por Adeus às Armas, em 1958.
- Ganhou o Grande Prémio do Júri no Festival de Cannes, por Milagre em Milão, em 1951.
- Ganhou o Prémio OCIC no Festival de Cannes, por O Teto, em 1956.
- Ganhou o Urso de Ouro no Festival de Berlim, por O Jardim dos Finzi-Contini, em 1971.
- Ganhou o Prémio Especial do Júri no Festival de Locarno, por Ladrões de Bicicleta, em 1949
- Ganhou por duas vezes o Prémio Bodil de melhor filme europeu, por Ladrões de Bicicleta em 1951, e Umberto D. em 1955.
- Recebeu o Prêmio David di Donatello quatro vezes: em 1956, por Pane, amore e...; em 1963, por I sequestrati di Altona; em 1965, por Matrimonio all'italiana; e em 1973, por Una breve vacanza.
- Em 1959 recebeu o Prêmio Golden Gate de melhor ator no Festival Internacional de Cinema de São Francisco pela sua atuação no filme Il generale della Rovere.